# مفارقة جندرية
المفارقة الجندرية، ظاهرة لغوية اجتماعية لاحظها ويليام لابوف لأول مرة، إذ «تتوافق النساء بشكل أكبر مع المعايير اللغوية الاجتماعية المحددة علنًا، وبدرجة أقل من الرجال فيما يتعلق بتلك التي ليست كذلك». تنشأ «المفارقة» على وجه التحديد من البيانات اللغوية الاجتماعية التي تُظهر أن النساء يملن لاستخدام الأشكال المرتبطة باللهجة الأفصح، وتجنب التنوعات الموصومة مقارنة بالرجال، بالنسبة لغالبية التنوعات اللغوية، ويُرجح أيضًا أن يقدن التغيير اللغوي باستخدام أشكال مبتكرة من التنوعات.

## التفسيرات
حاول الباحثون في مجال اللغويات الاجتماعية تقديم سبب وتفسير موحدان للمفارقة الجندرية، وتفاوت نجاحهم في ذلك.

### منظور البيولوجيا العصبة
اقترح جاك تشامبرز تفسيرًا يتلخص في أن النساء يقدن التلوين الصوتي نظرًا للمزايا اللفظية التي يتمتعن بها بيولوجيًا، لذا تسيطر النساء-وفقًا لهذا الرأي- على مجموعة أكبر من التنوعات والأساليب، رغم الأدوار الجندرية المتشابهة، بسبب الاختلافات الجنسية. يتناقض هذا الرأي مع الحجم المتغير «للفجوة الجندرية» وحقيقة أن الاختلافات لم تظل ثابتة بمرور الوقت. يؤكد لابوف أنه إذا ثبت صحة تفسير تشامبرز البيولوجي، فيتطلب ذلك إحداث تأثير قوي عبر الأجيال.

### منظور رأس المال الاجتماعي
يُفترض وفقًا لهذا المنظور أن قيادة المرأة للتغيير في اللغة نابع من حساسيتها الأعلى للوضع الاجتماعي المرتبط بمتغيرات معينة، نظرًا لحرمانهن تاريخيًا من الوصول إلى رأس المال الاقتصادي القياسي، المتاح للرجال من خلال التعليم وفرص العمل، لذا قد يكون ذلك الدافع وراء استخدام أشكال المكانة لمساعدتهن على اكتساب رأس المال الاجتماعي وتعزيز مكانتهن الاجتماعية، سواء عن وعي في حالات التغيير من الأعلى ولا شعوريًا عند التغيير من الأسفل. استُخدمت الفكرة القائلة بأن خطاب المرأة «خطاب عاجز» والتي دُعمت بالنتائج التي أفادت بنمطية بعض سمات خطاب المرأة، من قبل الرجال عندما كانوا في موقع سلطة تقويضية.
فشلت وجهة النظر هذه معالجة الزيادة المستمرة في استخدام اللهجة الأفصح حتى في المجتمعات المعاصرة التي تحقق مستويات عالية من المساواة بين الجنسين. تُظهر الدراسات الخاصة باختلاف اللغة في وسط السويد أن الفروق الجندرية في الخطاب باقية وزادت منذ عام 1967، على الرغم من حقيقة أن التشريع الأخير في السويد أدى إلى تحقيق مستوى أعلى من المساواة بين الجنسين. يُحتمل ألا يؤثر التشريع- كونه حديث- بشكل كبير على القوة المتجذرة في اللغة والتمييز الجنسي المتأصل الذي قد يظل قائمًا رغم سن القوانين الجديدة المختلفة، وذلك لن يفسر الزيادات، ويتناقض مع احتمال أن 57 عامًا- ثلاثة أو أربعة أجيال- من التشريع أكثر من وقت كافٍ لإحداث تأثير.

### منظور نظرية الشبكات
يمكن أيضًا تفسير أنماط الكلام المصنفة جندريًا من خلال نظرية الشبكات الاجتماعية، والتي تشير إلى أن الاختلافات في الخطاب تُعرف من خلال الاختلافات بين الشبكات الاجتماعية للرجال والنساء. يميل الرجال إلى امتلاك شبكات اجتماعية محلية أكثر كثافة وأكثر تحفظًا ومقاومة للتغيير، مما يؤدي إلى زيادة استخدام التنوعات المحلية غير القياسية. تميل النساء في المقابل إلى تشكيل شبكات أكثر انفتاحًا وأقل تقييدًا محليًا، لذا يُرجح أن تستخدم التنوعات القياسية وأن تبتكر أشكالًا نظرًا إلى الروابط الضعيفة مع المجتمعات الأخرى التي تتميز بالخطاب. يشير شمولية هذه الاختلافات لعدة ثقافات، إلى أن الاختلافات البيولوجية تلعب دورًا في ذلك.

## التعقيدات
ظهرت إضافة إلى الصعوبة المتمثلة في مواءمة المفارقة الجندرية ذاتها، صعوبات أخرى في المنهجية والتفسيرات التي أدت إلى اكتشافها.

### البيانات العرقية
انتشر برهان المفارقة الجندرية في دراسات التنوعات اللغوية الاجتماعية التي تستخدم الجنس أو النوع الاجتماعي (جندر) كتنوع، لكن النتائج التي تدعم المبادئ ليست عالمية. تأتي معظم البيانات التي تدعم المفارقة الجندرية من دراسات اللغات الهندية الأوروبية في أوروبا أو أمريكا الشمالية، لكن الدراسات التي أجريت في بلدان آسيا وأفريقيا والشرق الأوسط تظهر أنماطًا متناقضة غالبًا. يستخدم المتحدثون الذكور مثلًا تنوعات اللهجة الأفصح الكلاسيكية للغة العربية أكثر بكثير من النساء، رغم تصدر النساء لاستخدام التنوعات القياسية «ذات المكانة» محليًا. كما يتصدر المتحدثون الذكور للغة الملغاشية في استخدام أسلوبهم المثالي في الخطاب، والذي يتسم باللامباشرة غير الصدامية، في حين أن النساء «يخالفن الأعراف» ويستخدمن الأسلوب المباشر الموصوم المرتبط بالمعلومات السلبية. تشير هذه الأمثلة المضادة إلى أن المفارقة الجندرية يمكن أن تقتصر على الثقافات أو اللغات الغربية.

### الاختلافات الأسلوبية عند النساء
يشكك العديد من باحثي اللغويات الاجتماعية في صحة إصدار تعميمات حول فئة كبيرة مثل «النساء»، والتي تشكل ما يقرب من نصف سكان العالم. تجادل بينيلوب إيكرت أن النساء لا يستخدمن أشكال اللهجة الأفصح لإظهار مدى كونهن نساء أو لا. يمكن أن يشكل تنوع لغوي واحد مؤشرًا لصفات متعددة، ويمكن أن تنتمي النساء- وكذلك الرجال- إلى مجموعات اجتماعية متعددة، لكل منها سماتها اللغوية الخاصة. تُختار التنوعات اللغوية من خلال سمات المؤشرات من الرتبة الثالثة على المستوى الشخصي، وليس على مستوى النوع الاجتماعي، وهو ما ينعكس في حقيقة أنه لا يوجد خطابين متشابهين تمامًا لامرأتين.
تتحدى هذه النتائج فكرة أن استخدام النساء لأشكال المكانة ليس بالضرورة شيئًا متأصلًا في طبيعتهم البيولوجية، ولكن يمكن أيضًا أن يكون سمة خارجية ذات جودة قياسية من الرتبة الثالثة تحظى بتقدير أعلى بين النساء وأكثر من الرجال.

### منظور البنائية الاجتماعية
يرى منظرو البنائية الاجتماعية أن المفارقة الجندرية مشكوك فيها، لأن العديد من الدراسات المستخدمة كدليل لا تأخذ في الاعتبار الفرق بين الجنس والنوع الاجتماعي. عندما يُذكر النوع الاجتماعي، فإنه يستخدم كمرادف للجنس بشكل شبه دائم. تدعم الإحصائيات حقيقة أن النساء يقدن التغيير اللغوي غالبًا، إلا أنه لا يمكن تحديد الدوافع للقيام بذلك من خلال الإحصائيات وحدها. لا يعدّ دليل الطبيعة الفيزيولوجية المتأصلة عند النساء قطعيًا في اعتبارهن أكثر تقدمًا في استخدام اللغة، أو أن هذا الاتجاه بديل عن تأثير لدور نوع الإناث في المجتمع. يتعين على علم اللغويات الاجتماعية فيما لو كان الميل نحو تغيير اللغة ناتجًا عن النوع الاجتماعي- والذي بُني اجتماعيًا- أن يركز على الجوانب الاجتماعية للأنوثة التي تُفهرس بواسطة خطاب الأنثى.
قد يفسر هذا الرأي أيضًا التناقض في النتائج بين الدراسات التي أجريت في الثقافات الغربية، التي تدعم المفارقة الجندرية، وتلك التي أجريت في الثقافات الأخرى حيث تكون النتائج أقل حسمًا.